# دانیال حاجي برات
دانیال حاجي برات (بالفارسية: دانیال حاجی برات) (مواليد 4 يونيو 1983) مخرج سينمايي وكاتب السيناريو إيراني.

## روابط خارجية
- دانیال حاجي برات على موقع IMDb (الإنجليزية)
- دانیال حاجي برات على موقع قاعدة بيانات الفيلم (الإنجليزية)
- دانیال حاجي برات على موقع كينوبويسك (الروسية)